# 曹志清
曹志清（1846年—？），字鑑塘、號仙楣，直隸保定府滿城縣人，清朝政治人物、進士出身。

## 生平
廩生出身。同治六年，丁卯科順天鄉試中舉。同治十三年（1874年）登甲戌科進士，授刑部學習主事。光緒九年，任刑部江蘇司正主稿。次年任刑部秋審處總辦。光緒十二年，任刑部奉天司主事。次年，任刑部福建司員外郎。光緒十五年，任刑部廣西司正主稿。光緒十七年，任刑部河南司郎中。光緒十八年，任福建道監察御史，壬辰科外簾監試。光緒十九年，掌雲南道監察御史。光緒二十二年，任江西袁州府知府。